# Acyrthosiphon knechteli
Acyrthosiphon knechteli är en insektsart som först beskrevs av Carl Julius Bernhard Börner 1950.  Acyrthosiphon knechteli ingår i släktet Acyrthosiphon och familjen långrörsbladlöss. Arten är reproducerande i Sverige. Inga underarter finns listade i Catalogue of Life.